# Mathias Schorelius
Mathias Hemmingi Schorelius, född 8 april 1688 i Rappestads församling, Östergötlands län, död 15 december 1746 i Västra Hargs församling, Östergötlands län, var en svensk präst.

## Biografi
Mathias Schorelius föddes 1688 i Rappestads församling. Han var son till komministern Hemmingius Matthiae Schorelius i Sjögestads församling. Schorelius blev 1687 student vid Uppsala universitet och den 27 januari 1697 blev han kollega vid Söderköpings trivialskola. Han prästvigdes 10 augusti 1704 och blev samma år komminister i Motala församling. Schorelius blev 1714 kyrkoherde i Västra Hargs församling och avled 1746 i församlingen

### Familj
Schorelius gifte sig 22 maj 1698 med Anna Horneer (död 1745). Hon var dotter till komministern Olavus Andreæ Hornerus i Säby församling. De fick tillsammans barnen Olof Schorelius (1699–1699), Katarina Schorelius (född 1700) som var gift med kyrkoherden Erik Wikman i Malexanders församling, Magdalena Schorelius (född 1702) som var gift med kyrkoherden Johannes Hedman i Västra Hargs församling, komministern Hemming Schorelius (född 1705) i Mjölby församling och Anna Schorelius (1710–1739) som var gift med kvartermästaren Erik Salander i Normlösa församling.